# Neuseeländische Cricket-Nationalmannschaft in Indien in der Saison 1976/77
Die Tour der neuseeländischen Cricket-Nationalmannschaft nach Indien in der Saison 1976/77 fand vom 10. November bis zum 2. Dezember 1976 statt. Die internationale Cricket-Tour war Bestandteil der Internationalen Cricket-Saison 1976/77 und umfasste drei Tests. Indien gewann die Serie 2–0.

## Vorgeschichte
Neuseeland spielte zuvor eine Tour in Pakistan, für Indien war es die erste Tour der Saison.
Das letzte Aufeinandertreffen der beiden Mannschaften bei einer Tour fand in der Saison 1975/76 in Neuseeland statt.

## Stadien
Die folgenden Stadien wurden für die Tour als Austragungsort vorgesehen.
| Stadion                   | Stadt  | Kapazität | Spiele  |
| ------------------------- | ------ | --------- | ------- |
| M. A. Chidambaram Stadium | Madras | 46.000    | 3. Test |
| Green Park Stadium        | Kanpur | 33.000    | 2. Test |
| Wankhede Stadium          | Bombay | 33.000    | 1. Test |

## Kaderlisten
| Test | Test |
| Indien | Neuseeland |
| --- | --- |
| - Bishan Bedi (K) - Mohinder Amarnath - Bhagwath Chandrasekhar - Anshuman Gaekwad - Sunil Gavaskar - Karsan Ghavri - Syed Kirmani (wk) - Madan Lal - Ashok Mankad - Brijesh Patel - Srinivas Venkataraghavan - Gundappa Viswanath | - Glenn Turner (K) - Mark Burgess - Lance Cairns - Richard Collinge - Richard Hadlee - Geoff Howarth - Warren Lees (wk) - John Morrison - David O’Sullivan - John Parker - Murray Parker - Peter Petherick - Andy Roberts - Gary Troup |

## Tests

### Erster Test in Bombay
| 10. – 15. November Scorecard | Bombay | Indien 399 (142.5) & 202-4d (58) | – | Neuseeland 298 (153.3) & 141 (80.2) |
|                              |        | Indien gewinnt mit 162 Runs      |   |                                     |

Indien gewann den Münzwurf und entschied sich als Schlagmannschaft zu beginnen.

### Zweiter Test in Kanpur
| 10. – 15. November Scorecard | Kanpur | Indien 524-9d (168) & 208-2d (52) | – | Neuseeland 350 (142.5) & 193-7 (117) |
|                              |        | Remis                             |   |                                      |

Indien gewann den Münzwurf und entschied sich als Schlagmannschaft zu beginnen.

### Dritter Test in Madras
| 26. November – 2. Dezember Scorecard | Madras | Indien 298 (133.1) & 201-5d (61.5) | – | Neuseeland 140 (55.4) & 143 (67) |
|                                      |        | Indien gewinnt mit 216 Runs        |   |                                  |

Indien gewann den Münzwurf und entschied sich als Schlagmannschaft zu beginnen.